# Kindai Bungaku

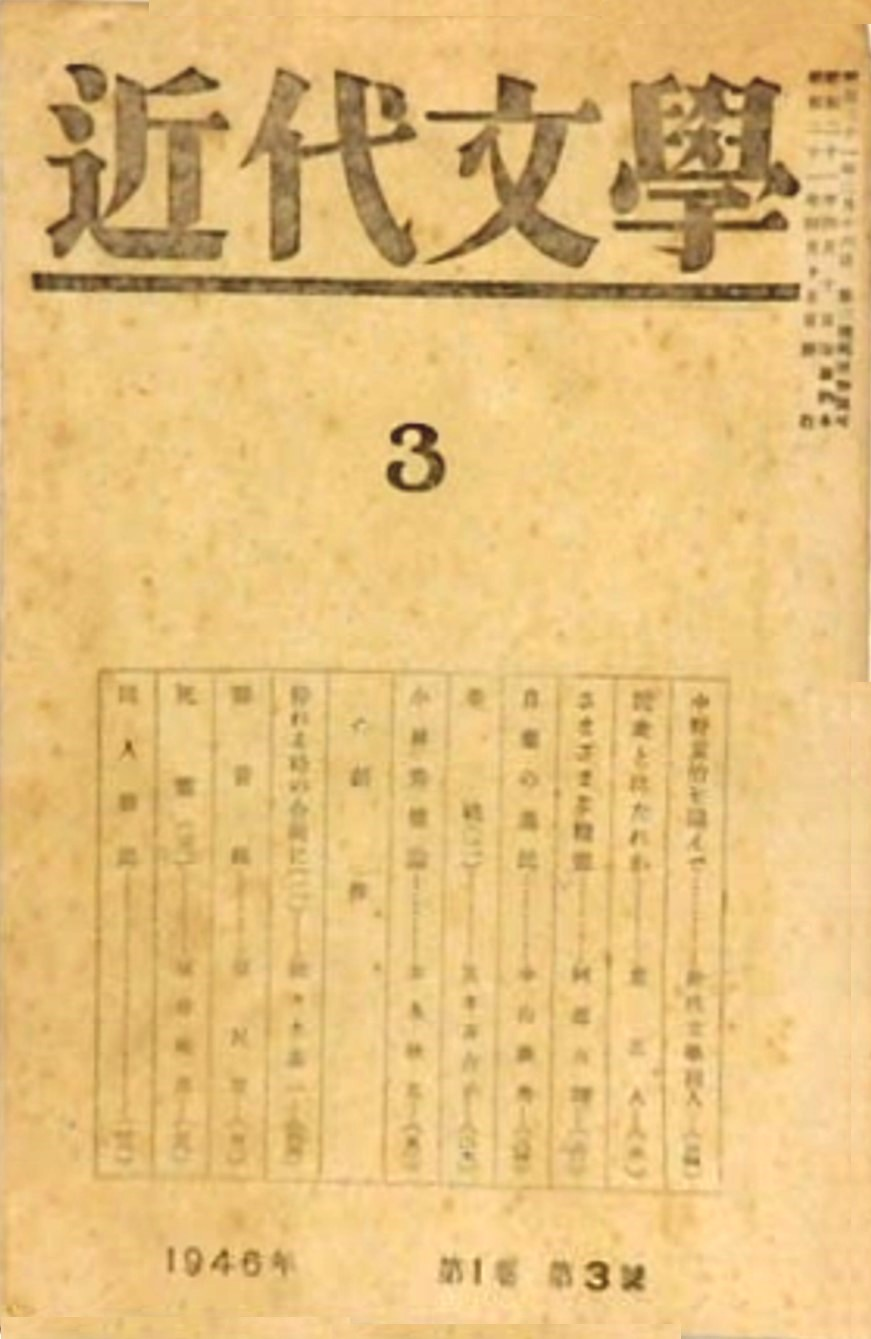
Kindai Bungaku, Ausgabe 3 1946

Kindai Bungaku (japanisch 近代文学) war eine japanische Literaturzeitschrift, die von Januar 1946 bis August 1964 erschien.

## Übersicht
„Kindai Bungaku“ wurde nach dem Zweiten Weltkrieg von einer Gruppe von Autoren und Kritikern gegründet, um eine intellektuelle Ordnung in der chaotischen Nachkriegszeit zu etablieren. Die sieben Gründungsmitgliedern waren Hirano Ken (1907–1978), Honda Shūgo (1908–2001), Haniya Yutaka (1910–1997), Ara Masahito (1913–1979), Sasaki Kiichi (佐々木 基一; 1914–1993) und Odagiri Hideo (1916–2000).
Alle hatten in ihrer Jugend die Endphase der proletarischen Literaturbewegung erlebt. Hondas „Geijutsu Rekishi Ningen“ (芸術 歴史 人間) – „Kunst, Geschichte, Mensch“, der die Autonomie der Literatur gegenüber der Politik beim Blick auf die Geschichte proklamiert, war der Eröffnungsartikel der ersten Ausgabe. Weiter enthält das Heft Hiranos Beitrag „Shinsei“ (新生論) – eine Theorie des  „Neuen Lebens“ mit Bezug zu Shimazaki Tōson, Haniyas „Shirei“ (死霊) und weitere Artikel. Es folgten unter anderem Aras „Daini no Seishun“ (第二の青春) – „Zweite Jugend“ und Sasakis „Kosei Fukkō“ (個性復興) – „Wiederherstellung der Individualität“.Der Artikel löste eine „Politik- und Literatur“-Kontroverse aus mit dem Schriftsteller und Kommunisten Nakano Shigeharu (1902–1979) aus.
Arai war einer der ersten, der die Arbeit von Shiina Rinzō (1911–1973) und Noma Hiroshi (1915–1991) zu schätzen wusste und sie zum Schreiben einlud. Dann kamen noch Hara Tamiki (1905–1951), Hanada Kiyoteru (1909–1974), Takeda Taijun (1912–1976), Umezaki Haruo (1915–1965), Shimao Toshio (1917–1986), der Germanist Hirata Jisaburō (平田 次三郎; 1917–1985), Fukunaga Takehiko (1918–1979), Nakamura Shin’ichirō (中村 真一郎; 1918–1997), Katō Shūichi (1919–2008), Abe Kōbō (1924–1993) und andere dazu.
Nach mehreren Unterbrechungen die Zeitschrift im August 1964 endgültig ihr Erscheinen ein. Insgesamt wurden 185 Ausgaben publiziert.